# Dušan Radović
Dušan Duško Radović (en serbe cyrillique : Душан Душко Радовић ; né le 29 novembre 1922 à Niš et mort le 16 août 1984 à Belgrade) était un poète, un écrivain et un journaliste serbe. Auteur de nombreux aphorismes, il fut également producteur de télévision. 

## Biographie
Duško Radović fut rédacteur en chef du Journal des pionniers (Pionirske novine), producteur de programmes pour enfants sur Radio Belgrade et à la Télévision de Belgrade, rédacteur en chef du journal Poletarac, journaliste à Borba et, à partir de 1975, rédacteur en chef sur la chaîne de télévision Studio B. Il est connu du public pour ses aphorismes diffusés sur les ondes de Radio Studio B, réunis en trois tomes sous le titre de Belgrade, bonjour (Beograde, dobro jutro). Certains de ses poèmes sont devenus populaires chez les enfants et ont été mis en musique pour le chœur Kolibri.
Il est enterré dans l'Allée des citoyens méritants du Nouveau cimetière de Belgrade.

## Œuvres
- Kapetan Džon Piplfoks, drame radiophonique, 1953
- Poštovana deco, poèmes, 1954
- Smešne reči, poèmes, 1961
- Pričam ti priču, poèmes et nouvelles, 1963
- Na slovo, na slovo, série TV, 1963-1965
- Če, tragedija koja traje, poème, 1969, en collaboration avec Matija Bećković
- Vukova azbuka, poèmes, 1971
- Zoološki vrt, poèmes, 1972
- Beograde, dobro jutro 1, aphorismes, 1977
- Beograde, dobro jutro 2, aphorismes, 1981
- Ponedeljak, Utorak, Sreda, Četvrtak, poésie et prose pour enfants en quatre livres, 1983
- Beograde, dobro jutro 3, aphorismes, 1984.

## Prix et distinctions
- 1964 : (international) « Honor List »[2], de l' IBBY, pour Smešne reči